# ホタルブクロ属
ホタルブクロ属（ほたるぶくろぞく、学名：Campanula、和名漢字表記：蛍袋属）は、キキョウ科の属の一つ。

## 特徴
基本的に多年草で、まれに一年草、越年草がある。葉は互生し、花は円錐花序につくか、茎先または葉腋に1個つく。萼は筒状になり下部は子房と合着し、上部は5裂し、裂片間に付属片がつく場合がある。花冠は青紫色または白色で、鐘形または漏斗形になり、先端が5裂する。雄蕊は5個あり、花冠と離生する。子房は下位で3-5室、柱頭は3-5裂する。果実は蒴果となる。
北半球に300種、日本には次の5種があるほか、草花として栽培される種がいくつかあり、園芸においてカンパニュラと呼ばれている(カンパヌラと記載されることもある)。

## 種

### 日本の種
- チシマギキョウ Campanula chamissonis Al.Fedr.
  - シロバナチシマギキョウ Campanula chamissonis Al.Fedr. f. albiflora (Miyabe et Tatew.) T.Shimizu
- ヤツシロソウ Campanula glomerata L. var. dahurica Fisch. ex Ker Gawl.
  - シロバナヤツシロソウ Campanula glomerata L. var. dahurica Fisch. ex Ker Gawl. f. alba (Nakai) Nakai ex T.B.Lee
- イワギキョウ Campanula lasiocarpa Cham.
  - シロバナイワギキョウ Campanula lasiocarpa Cham. f. albiflora Tatew.
- シマホタルブクロ Campanula microdonta Koidz.
関東の太平洋沿岸から伊豆諸島に分布
- ホタルブクロ Campanula punctata Lam.
  - テリハホタルブクロ Campanula punctata Lam. f. lucida Sugim.
  - ヤマホタルブクロ Campanula punctata Lam. var. hondoensis (Kitam.) Ohwi
  - シロバナヤマホタルブクロ Campanula punctata Lam. var. hondoensis (Kitam.) Ohwi f. albiflora T.Shimizu
  - ムラサキホタルブクロ Campanula punctata Lam. var. punctata f. rubriflora (Makino) T.Shimizu

### 栽培種
- ニワギキョウ Campanula carpatica Jacq.
- ヒメギキョウ Campanula drabifolia Sibth. et Sm.
- ホシザキキキョウ Campanula elatinoides Moretti
- ハナヤツシロソウ Campanula glomerata L. var. glomerata
- フウリンソウ Campanula medium L.
- モモノハギキョウ Campanula persicifolia L.
- オトメギキョウ Campanula portenschlagiana Schult.
- ハタザオギキョウ Campanula rapunculoides L.
- イトシャジン Campanula rotundifolia L.
  - ホソバイワギキョウ Campanula rotundifolia L. var. langsdorffiana (A.DC.) Britton

### 交配種
- サラガミネギキョウ　Campanula ‘Saragamine gikyo’(C.punctata X C.chamissonis‘Shakotan gikyo’)サラガミネギキョウ
愛媛県の玉井氏が育種

- オガワギキョウ1号　Campanula ‘Ogawa gikyo No.1’(C.punctata var. kurokawae X C.chamissonis‘Oyobe gikyo’)
愛媛県の小川氏が皿ヶ峰桔梗の矮性化を目標に交配し、2001年4月に開花した株の中から選抜した、2号（草姿は及部桔梗に似る）も存在する。

青花ホタルブクロ
- ケントベル　Campanula 'Kent Belle' (C.takesimana X C.latifolia もしくはC.punctata X C.latifolia)
1970年～1980年にイングランドのWashfield Nurseryで偶発実生から育成された。[1][2]
- サラストロ　Campanula 'Sarastro' (C.punctata var. hondoensis X C.trachelium)
オーストリアのSarastro Nurseryで育種された、ケントベルより先に開花する。

## ギャラリー

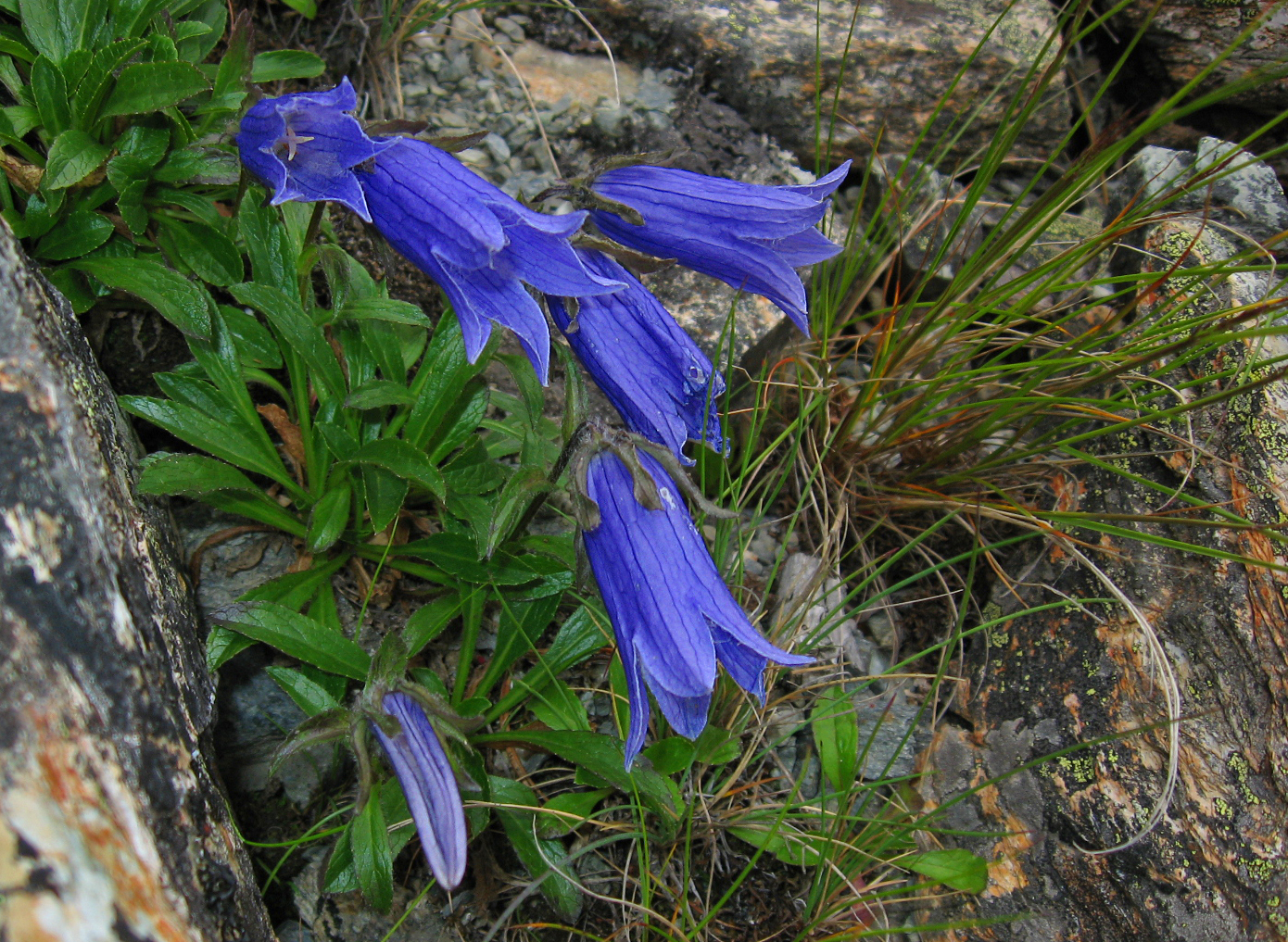
チシマギキョウ
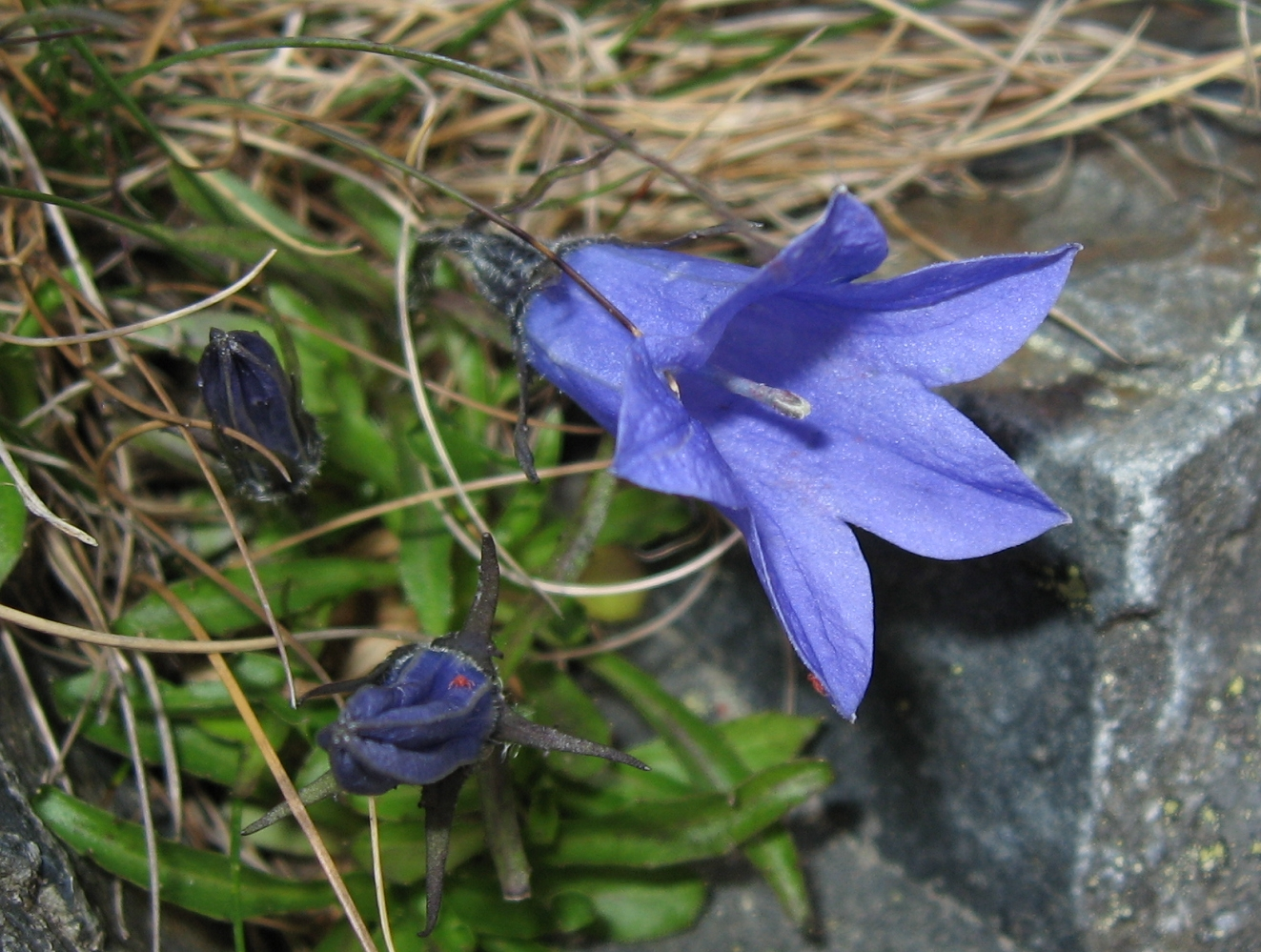
イワギキョウ
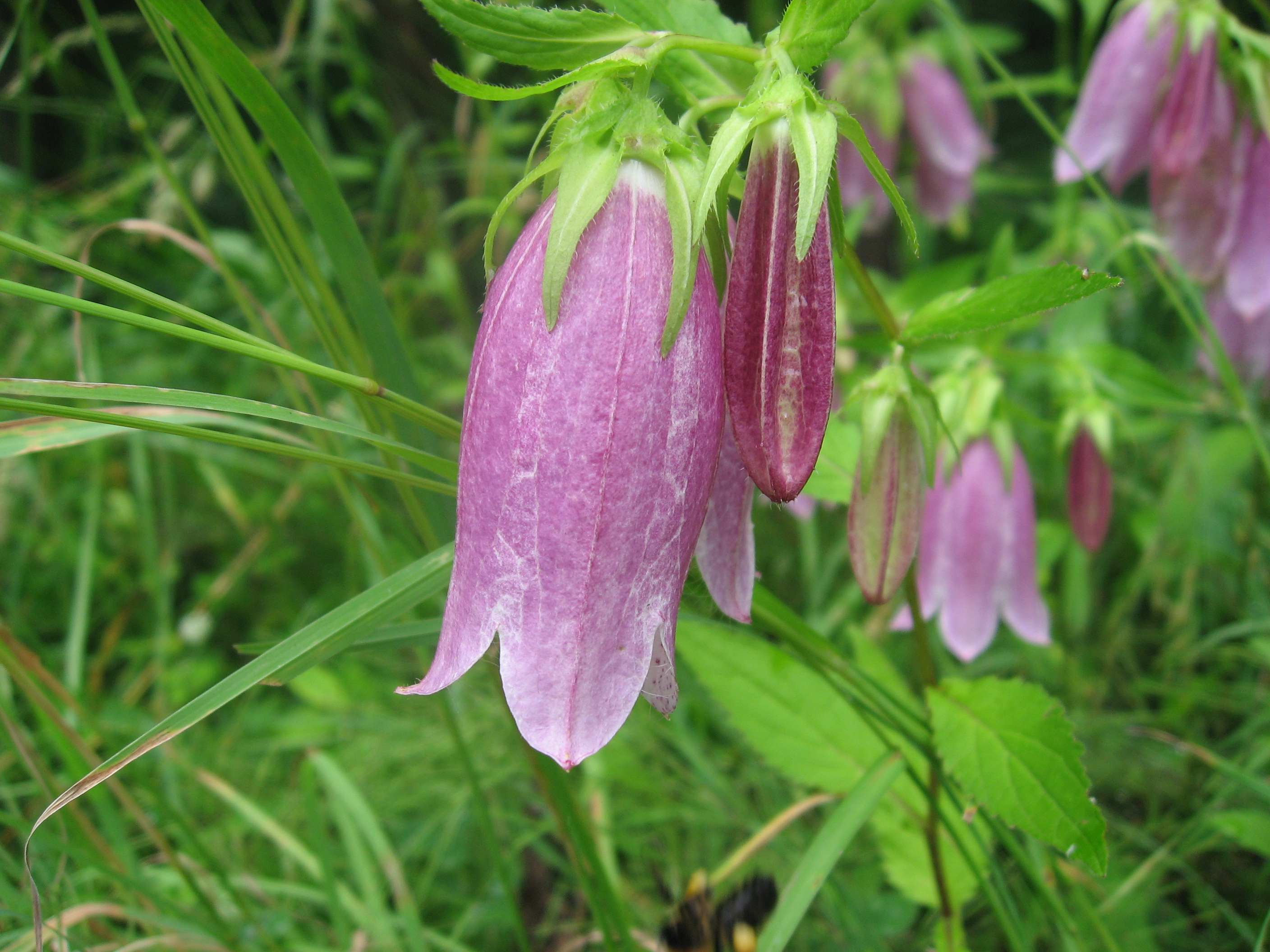
ホタルブクロ
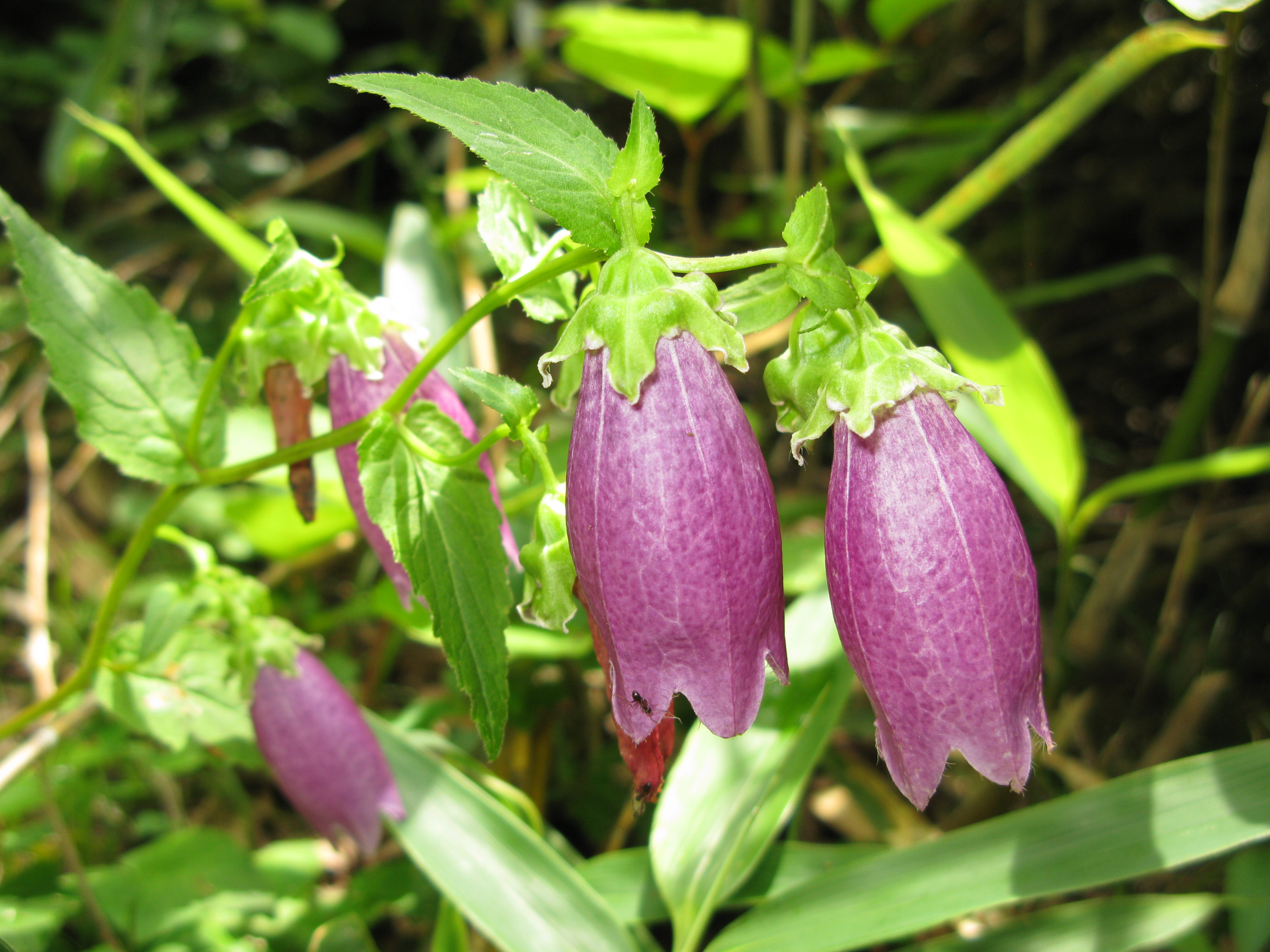
ヤマホタルブクロ
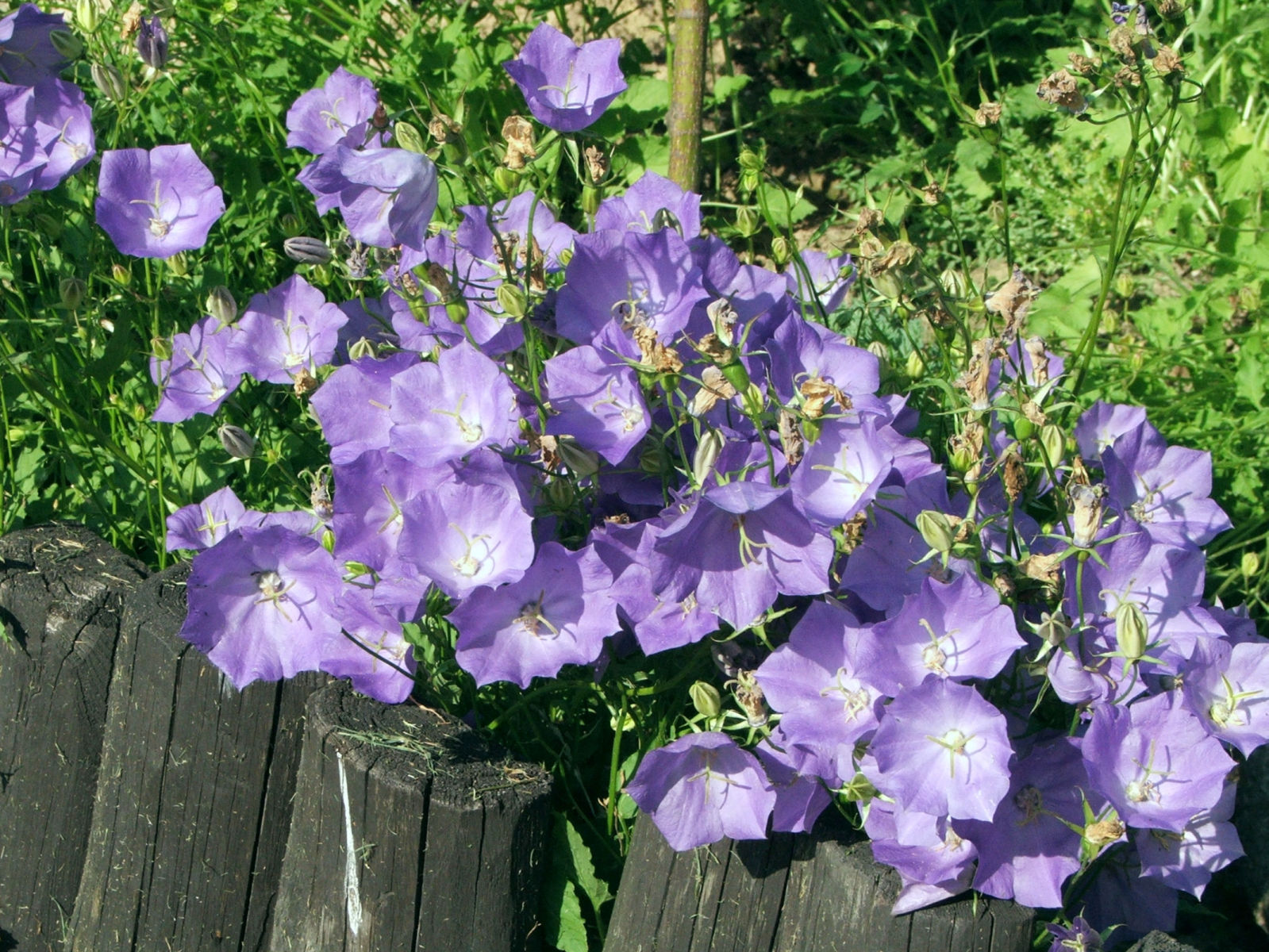
ニワギキョウ
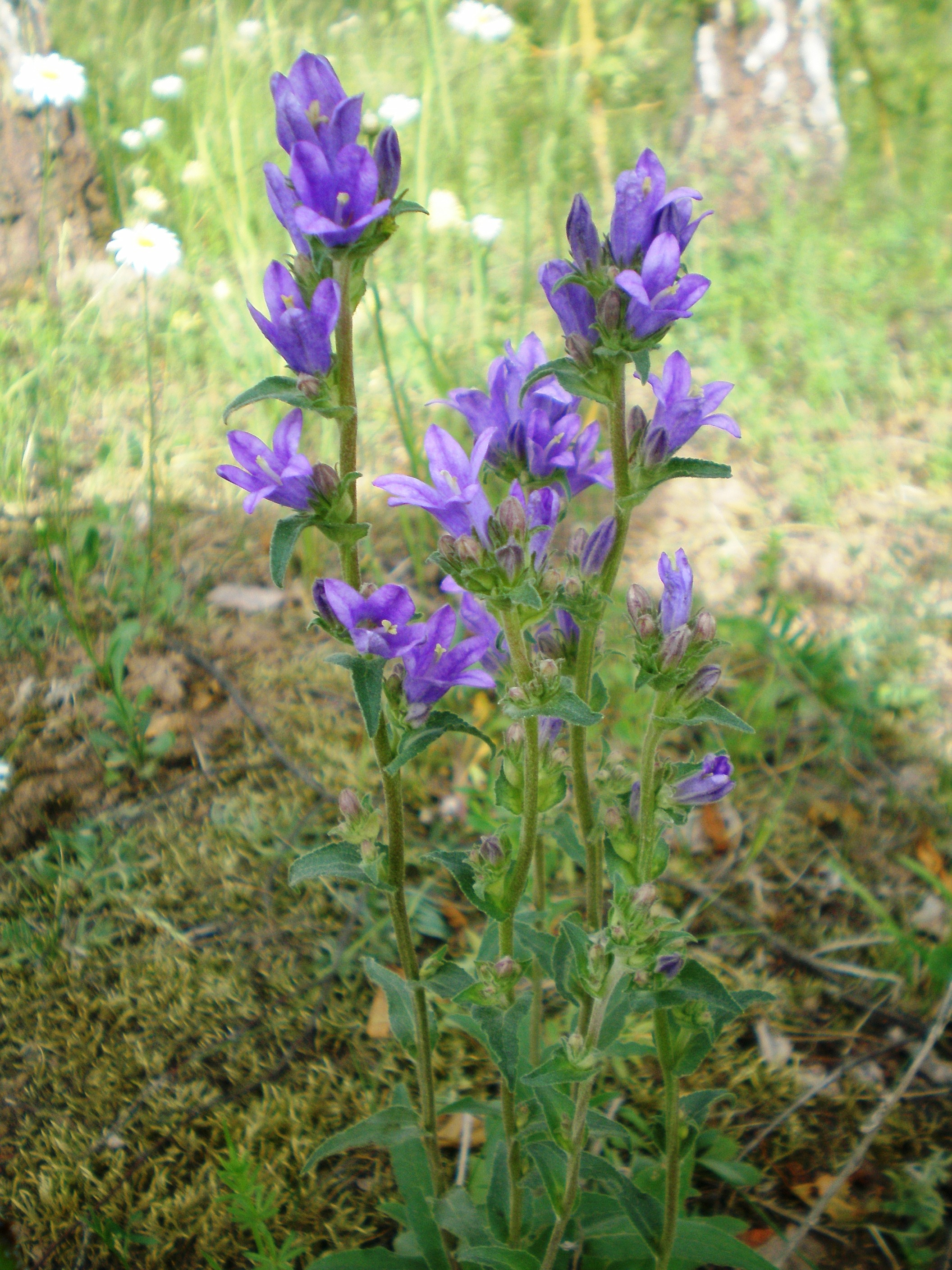
ハナヤツシロソウ
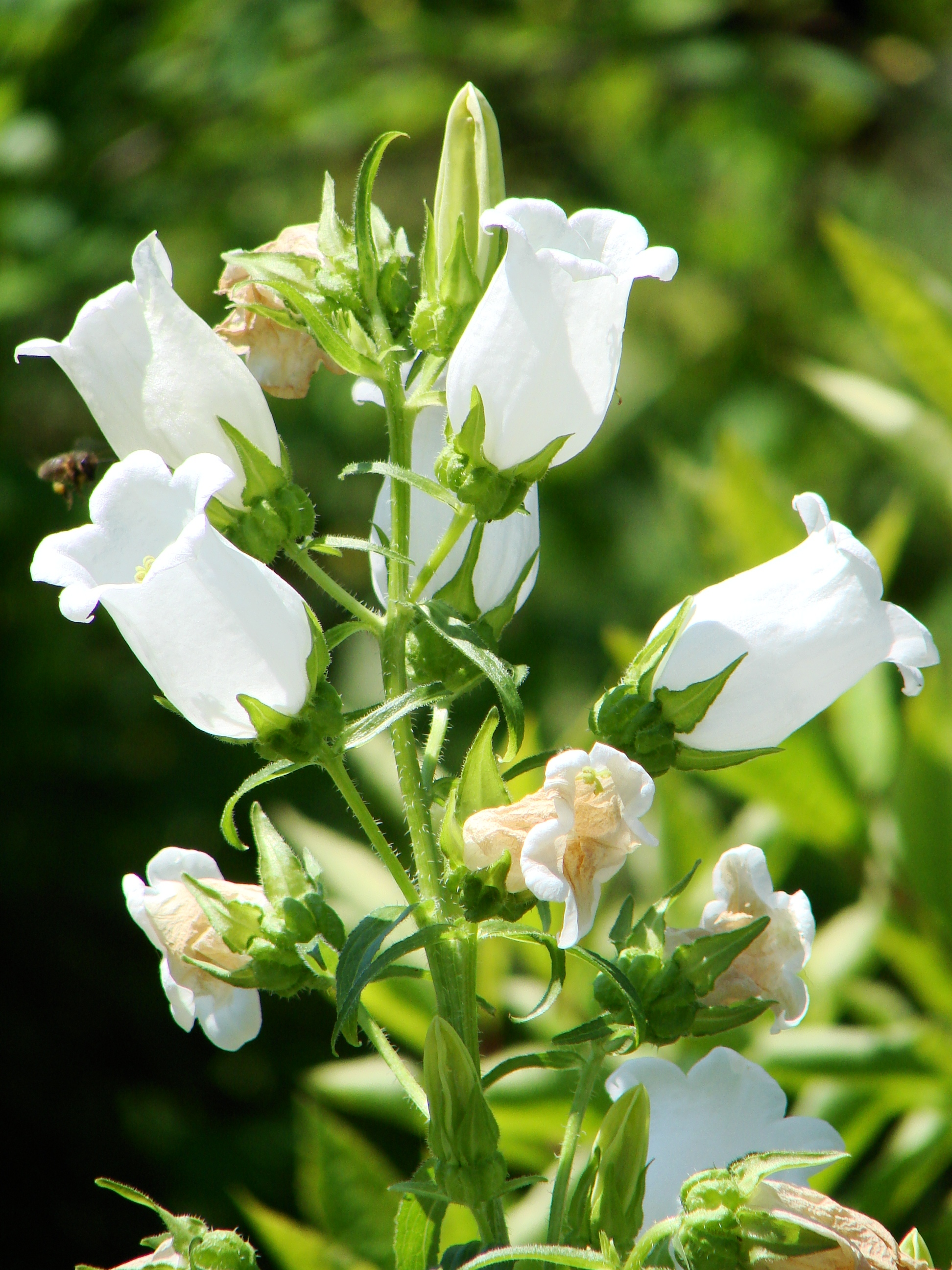
フウリンソウ
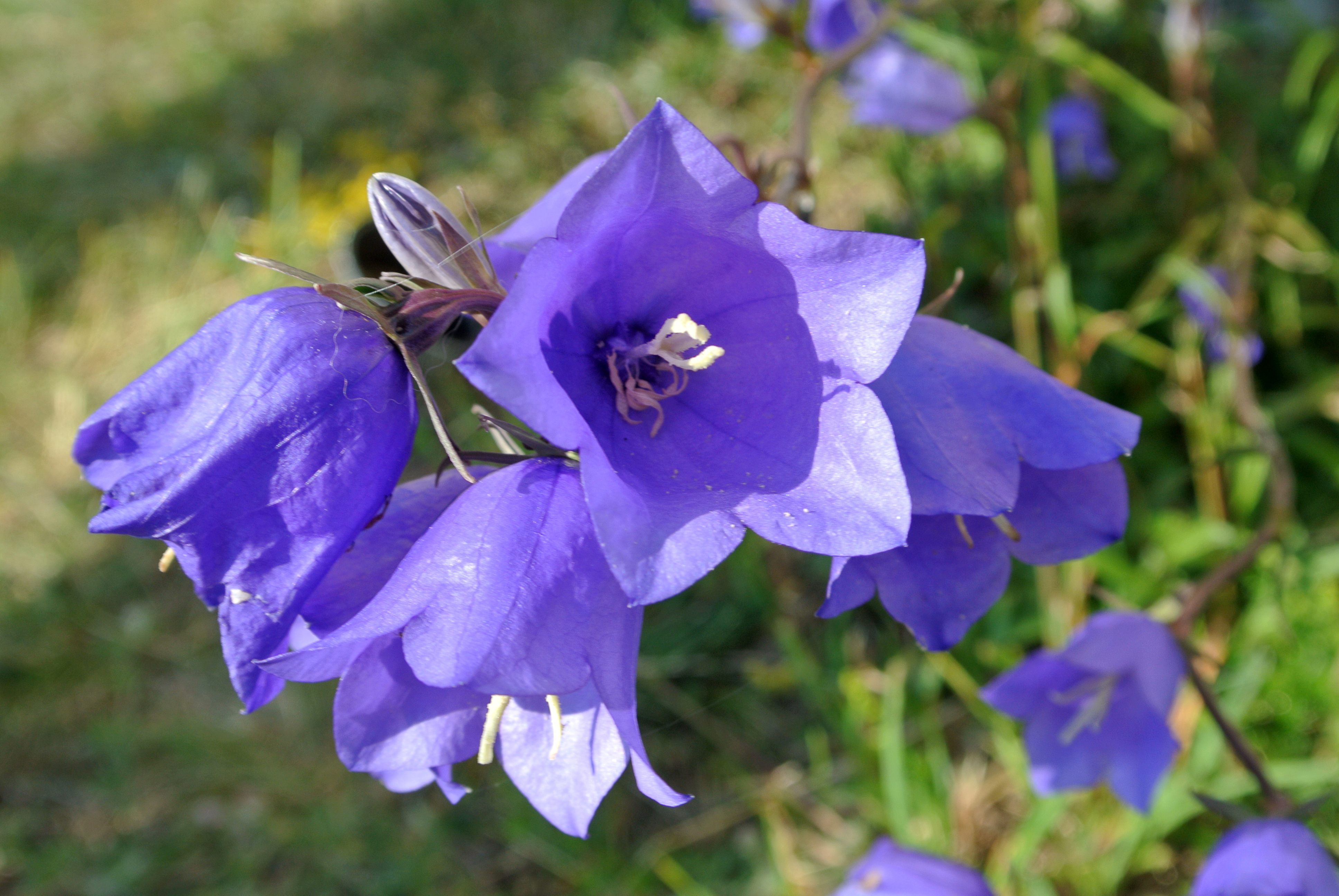
モモノハギキョウ
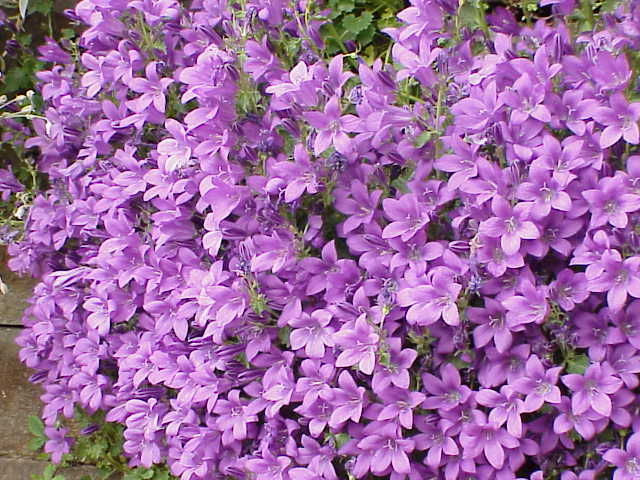
オトメギキョウ
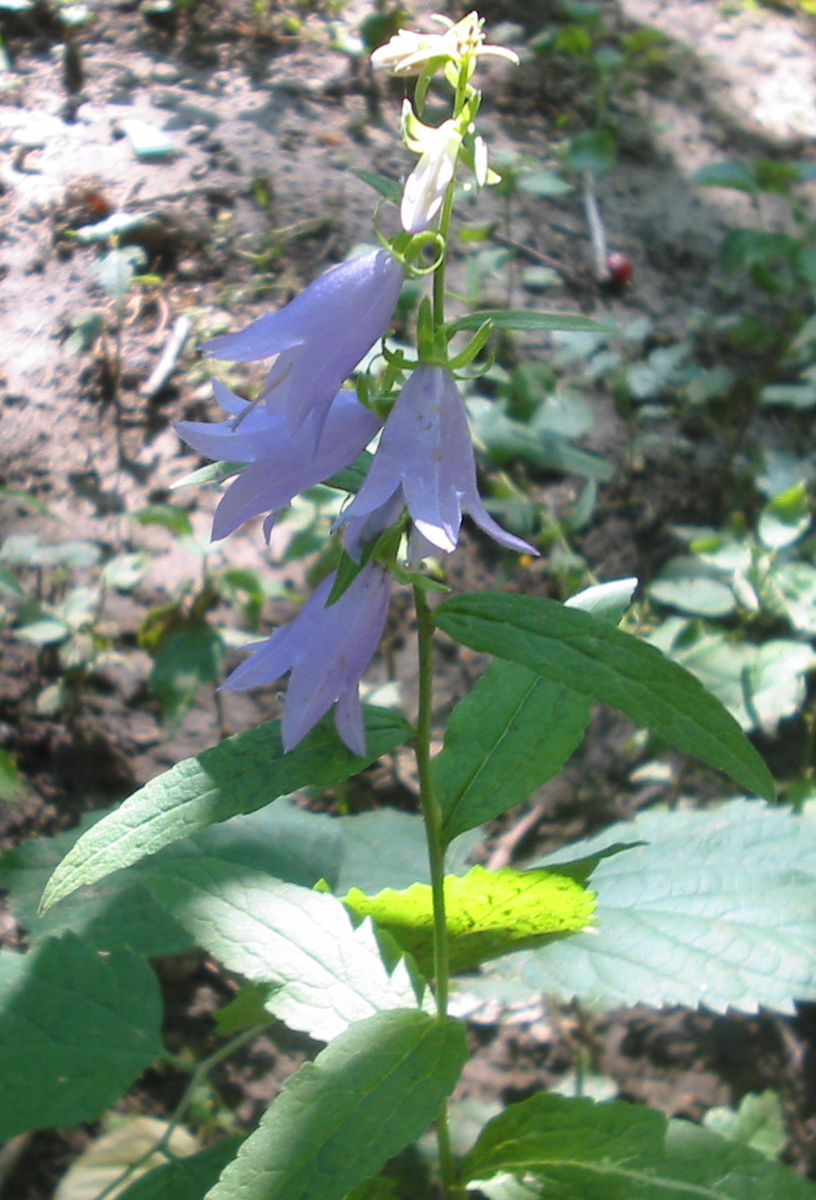
ハタザオギキョウ
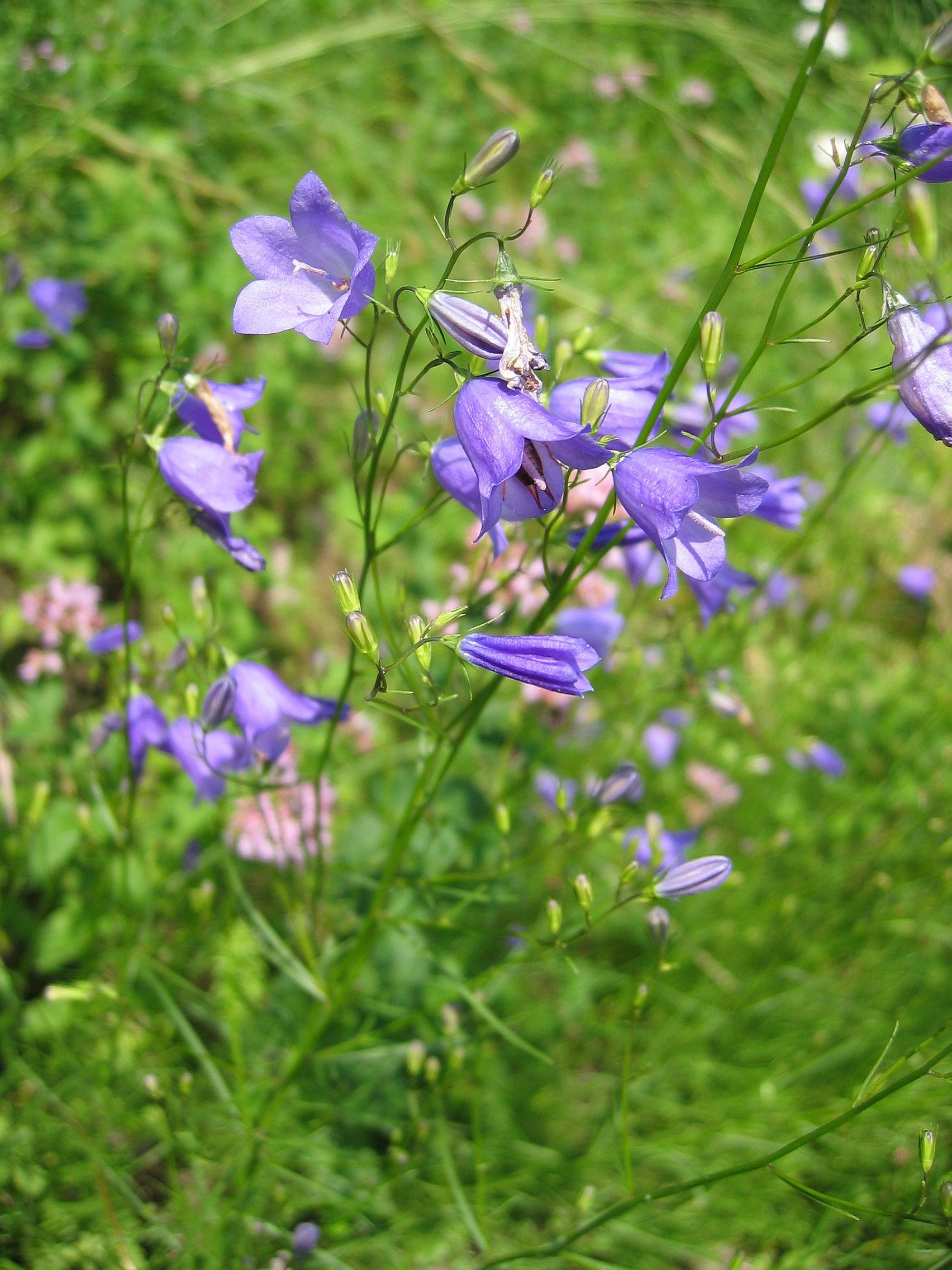
イトシャジン